# إتش تى إم إل 5 فيديو
إتش تى إم إل فيديو هو لغة ترميزية توضح العلامة التي أدخلت في مشروع مواصفات إتش تي إم إل 5، مضيفا الدعم لدمج الفيديو في صفحة أتش تي أم أل.
كان مشغل أدوبي فلاش يستخدم على نطاق واسع لتضمين الفيديو على مواقع الإنترنت مثل يوتيوب وحيث أن معظم متصفحات الويب قد أدرجت مشغل أدوبي فلاش كى يتم تثبيته (مع بعض الاستثناءات البارزة مثل المتصفح في آفون).
أصبح إتش تى إم إل 5 الفيديو وسيلة جديدة لاظهار الفيديو عبر الإنترنت، ولكن قد يعوقها الافتقار إلى الاتفاق على أي نسق من الفيديو معتمدة على المتصفحات والمواقع، مثلا كان إنترنت إكسبلورر لا يدعم HTML5 الفيديو.

## نماذج الفيديو المدعومة
تحديد مواصفات تنسيقات الفيديو والتي ينبغي أن تدعمها المتصفحات. بشكل مبدئي يدعم تنسيق ogg و ويب إم "webM".

## إحلال لغة البرمجة HTML 5 محل مشغل الفلاش
أعلنت شركة آبل بأنها ستتخذ لغة HTML 5 بديلاً عن المشغل الفلاشي المعروف من شركة Adobe وفي ذلك دلالة على أن لغة HTML 5
وسرعان ما تبعها بقية الشركات.